# Bundesarbeitskreis Lehrerbildung
Der Bundesarbeitskreis Lehrerbildung e.V. (bak), zuvor Bundesarbeitskreis der Seminar- und Fachleiter/innen, vertritt in Deutschland als bundesweiter Verband die Interessen der Seminar- und Fachleiter in der zweiten Phase in der Lehrerausbildung, d. h. des Lehramtsreferendariats und des Lehrervorbereitungsdienstes. Er gliedert sich nach den Bundesländern in 16 Landesverbände mit je einem Landessprecher.

## Struktur und Ziele
Der bak ist der bundesweite Berufsverband von Ausbildern in der zweiten Phase der Lehrerausbildung (Referendariat). Er hat gegenwärtig über 2000 Mitglieder, die an ca. 400 Lehrerausbildungsinstituten (Seminaren) als Seminar- und Fachleiter oder Lehrbeauftragte tätig sind. An den meisten Seminaren in Deutschland ist der bak präsent.
Wesentliches Ziel des bak ist es, die Qualität von Lehrerbildung und Schule zu fördern und die Arbeitsbedingungen der in der Lehrerausbildung tätigen Personen zu optimieren. Der bak unterstützt den Austausch von Informationen und die Kooperation der Seminare und ihrer Mitglieder, die Fortbildung von Lehrerausbildern und Lehrern sowie Initiativen zur Entwicklung von Lehrerbildung und Schule. Um dieses zu gewährleisten
betreibt er bildungspolitische Aktivitäten, führt Gespräche und Verhandlungen mit bildungspolitischen Gremien und Behörden des Bildungswesens, führt jährlich einen Bundeskongress zu aktuellen Themen der Lehrerbildung durch und gibt die Vierteljahreszeitschrift SEMINAR – Lehrerbildung und Schule heraus.
Der bak gliedert sich in sechzehn Landesverbände, die ihrerseits auf Landesebene regional relevante Initiativen auf den Weg bringen und Veranstaltungen durchführen.

## Mitglieder
Die Mitglieder arbeiten als haupt- oder nebenamtliche Lehrerausbilder in den Studienseminaren. Sie sind Dozenten in den pädagogischen Hauptseminaren oder Fachseminaren. Beim 2. Staatsexamen wirken sie  als Prüfer mit. Oft verstehen sie sich als Mittler zwischen der akademischen Pädagogik an den Hochschulen und der Schulpraxis. Der Verband vertritt alle Schulformen.

## Wirken
Der Verband gibt seit 1994 eine viermal im Jahr erscheinende Fachzeitschrift Seminar – Lehrerbildung und Schule im Schneider Verlag Hohengehren heraus. Er veranstaltet einmal jährlich einen Jahreskongress  (2012 in Köln, 2013 in Bremen, 2014 in Berlin, 2015 in Oldenburg, 2016 in Leipzig, 2017 in Bad Salzdetfurth, 2018 in Gießen, 2019 in Kaiserslautern, 2020 abgesagt, 2021 in Heidelberg, 2022 in Gera, 2023 in Potsdam) zu aktuellen Fragen der Lehrerbildung sowie weitere Fachtagungen.

## Publikationen
- Vierteljahreszeitschrift SEMINAR (seit 1994) ISSN 1431-2859